# Zeta Sculptoris
Zeta Sculptoris ( ζ  Sculptoris, förkortat Zeta Scl,  ζ  Scl)  som är stjärnans Bayerbeteckning, är en dubbelstjärna belägen i den mellersta delen av stjärnbilden Bildhuggaren. Den har en skenbar magnitud på 5,04 och är svagt synlig för blotta ögat där ljusföroreningar ej förekommer. Baserat på parallaxmätning inom Hipparcosuppdraget på ca 6,5 mas, beräknas den befinna sig på ett avstånd på ca 500 ljusår (ca 154 parsek) från solen och rör sig bort med en radiell hastighet på +8,6 km/s. Zeta Sculptoris ligger nära den öppna stjärnhopen Blanco 1 sett från jorden, även om parallaxmätningar visar att denna befinner sig väsentligt närmare oss.

## Egenskaper
Primärstjärnan Zeta Sculptoris A är en blåvit stjärna i huvudserien av spektralklass B5 V. Den har en massa som är ca 5,5 gånger större än solens massa, en radie som är ca 3,5 gånger större än solens och utsänder från dess fotosfär ca 500 gånger mera energi än solen vid en effektiv temperatur på ca 16 100 K.
Zeta Sculptoris är en enkelsidig spektroskopisk dubbelstjärna med liten amplitud, med en omloppsperiod på 4,8 år och en excentricitet på 0,32. Den synliga medlemmen i detta par har en följeslagare, Zeta Sculptoris B, av 13:e magnituden med en vinkelseparation på ca 3 bågsekunder vid en positionsvinkel på 330° (år 1927). Enligt Eggleton och Tokovinin (2008) är den sannolikt gravitationsbunden till primärstjärnan.